# Пам'ятки монументального мистецтва Лубенського району
У Лубенському районі Полтавської області нараховується 3 пам'ятки монументального мистецтва.
Інші були демонтовані в рамках декомунізації.
| # | назва                                  | адреса      |
| - | -------------------------------------- | ----------- |
| 1 | Пам'ятник-бюст Т. Г. Шевченку          | с. Ісківці  |
| 2 | Пам'ятник-бюст І. В. Мічуріну          | с. Михнівці |
| 3 | Пам'ятник-бюст письменнику П.Артеменку | с. Губське  |
|   |                                        |             |